# Torre de Gálata

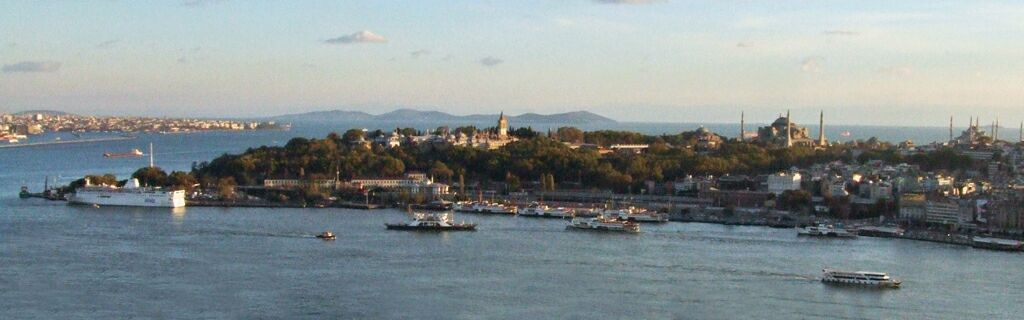
Vista del Palacio de Topkapı (Sarayburnu) sobre el Cuerno de Oro visto desde la Torre de Gálata, con el mar de Mármara y las islas Príncipe al fondo, y Kadıköy (la antigua Calcedón) a la izquierda, en la parte asiática.

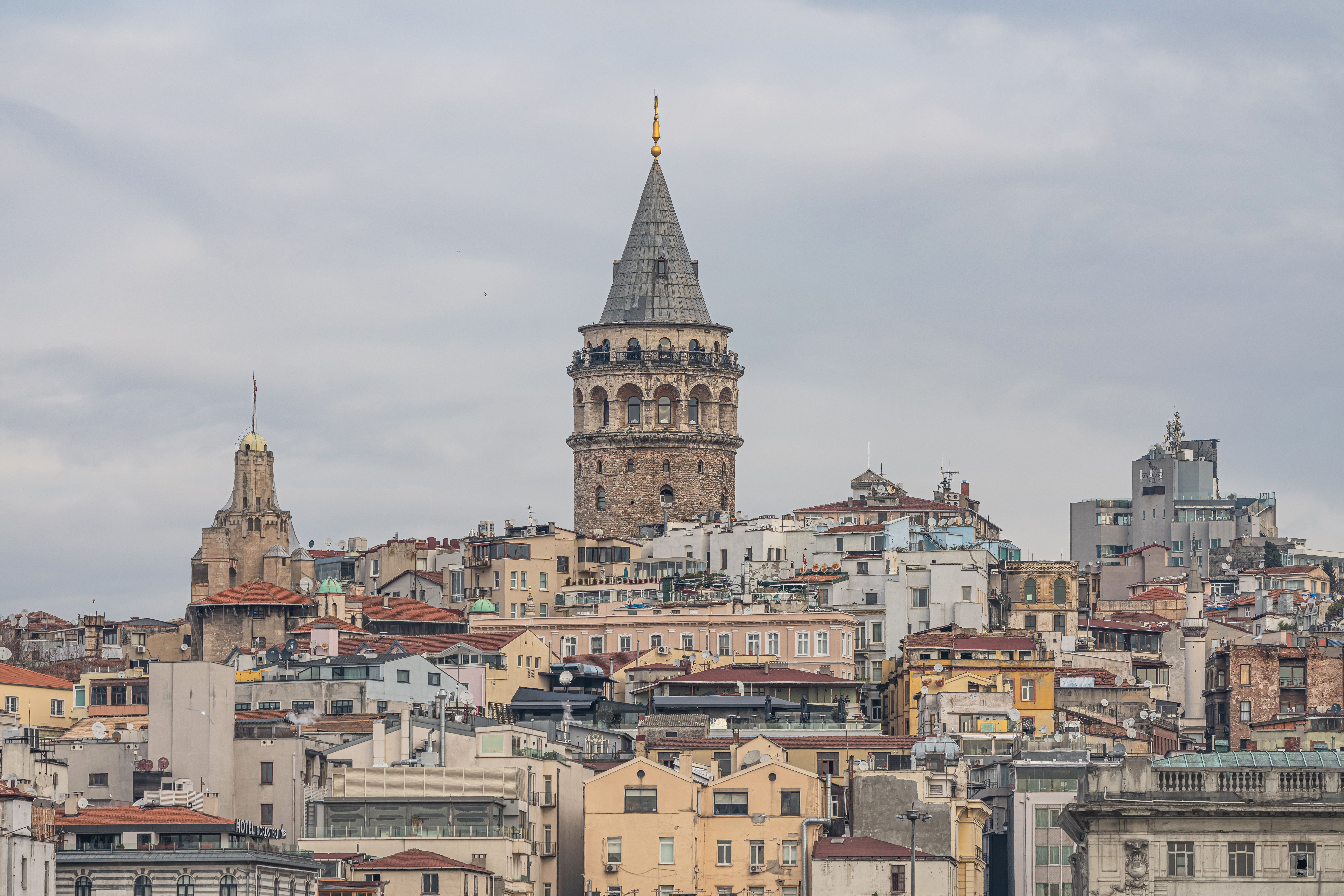
La Torre de Gálata, desde la entrada del Cuerno de Oro, con el puente Gálata a la izquierda.

La Torre de Gálata (en turco, Galata Kulesi), también llamada Christea Turris (torre de Cristo) por los genoveses y Megalos Pyrgos (la Gran Torre) por los bizantinos, es una torre medieval de piedra situada en Estambul, Turquía, al norte del Cuerno de Oro. Es uno de los lugares más llamativos de la ciudad y domina el horizonte de Gálata (Karaköy).

## Dimensiones
La torre tiene una altura de 66,9 m (62,59 m sin el remate) y consta de nueve plantas. Cuando se construyó, se convirtió en la estructura más alta de la ciudad. La base de la torre se encuentra a 35 m sobre el nivel del mar. Tiene un diámetro de 16,45 m en la base, con 8,95 m de diámetro interior y paredes de 3,75 m de ancho. La planta mirador está a 51,65 m de altura.

## Historia
La torre, llamada inicialmente Christea Turris, se construyó en 1348 como parte de la expansión de la colonia genovesa de Constantinopla. Se trataba de la construcción más alta de las fortificaciones que rodeaban la ciudadela genovesa de Gálata. La torre actual no es la misma que la antigua torre de Gálata, originariamente bizantina, llamada Megalos Pyrgos y que controlaba el extremo norte de la gran cadena que cerraba la entrada del Cuerno de Oro. Se encontraba en un lugar diferente y fue destruida durante la Cuarta Cruzada, en 1204.
La parte cónica superior de la torre se modificó en varias restauraciones durante el periodo otomano, cuando se utilizaba como torre de vigilancia.
Según el Seyahatname del historiador y viajero otomano Evliya Çelebi, alrededor de 1630, Hezârfen Ahmed Çelebi consiguió volar utilizando alas artificiales desde la torre hasta las colinas de Üsküdar, en la parte asiática. Evliya Çelebi también habla sobre el hermano de Hezarfen, Lagari Hasan Çelebi, que en 1633 realizó el primer vuelo con un cohete cónico lleno de pólvora. Las hazañas de los hermanos se encuentran recogidas en el libro Discovery of a World in Moone de John Wilkins de 1638.
En la década de 1960, se sustituyó el interior original de madera por una estructura de hormigón y se abrió al público. En las plantas superiores hay un restaurante y una cafetería, desde donde se disfruta de unas magníficas vistas de Estambul y el Bósforo. En las plantas superiores también hay local de fiestas, donde se llevan a cabo espectáculos turcos. Existen dos ascensores en funcionamiento.